# 斯佩茨布里奇鎮區 (北卡羅萊納州格林縣)
斯佩茨布里奇鎮區（英語：Speights Bridge Township）是位於美國北卡羅萊納州格林縣的一個鎮區。

## 地方資料
斯佩茨布里奇鎮區的面積為90.01平方千米，皆為陸地。根據2020年美國人口普查的數據，當地共有人口1670人，而人口密度為每平方千米18.55人。